# Карпачёв, Владимир Владимирович
Владимир Владимирович Карпачёв (род. 9 марта 1952, Кривой Рог, Днепропетровская область) — российский учёный в области селекции и семеноводства сельскохозяйственных культур. Член-корреспондент РАН (2016), доктор сельскохозяйственных наук (2005), профессор (2012). Директор Всероссийского научно-исследовательского института рапса (Липецк). Член Общественной палаты Липецкой области.

## Биография
Родился 9 марта 1952 года в посёлке Красногвардейского рудника в Жовтневом районе города Кривой Рог Днепропетровской области.
Вырос в селе Пятницкое Измалковского района Липецкой области.
В 1974 году окончил с отличием агрономический факультет Воронежского сельскохозяйственного института имени К. Д. Глинки. Затем, хотя ему предлагали аспирантуру, стал агрономом совхоза. Отслужил в армии.
В 1975—1987 годах — научный сотрудник лабораторий селекции пшеницы и тритикале Всероссийского НИИ сельского хозяйства Центрально-Чернозёмной полосы имени В. В. Докучаева. Защитил кандидатскую диссертацию.
В 1987—1989 годах — заведующий отделом селекции и семеноводства рапса новообразованного Всероссийского научно-исследовательского и проектно-технологического института рапса. В 1989—2002 годах — заместитель генерального директора научно-производственного объединения «Рапс». С 2002 года — директор Всероссийского научно-исследовательского института рапса, где также заведует отделом селекции и семеноводства рапса. Читает курсы на кафедре агрохимии и почвоведения ЕГУ имени А. И. Бунина. Председатель комиссии по селекции и семеноводству рапса и других крестоцветных культур при межправительственном координационном совете СНГ, входит в состав координационного совета по масличным культурам РФ, совета директоров ассоциации «РосРапс», диссовета ВНИИССиС имени А. Л. Мазлумова. Увлекается пчеловодством и фотографией.

## Научная деятельность
Опубликовал более 300 научных работ, в том числе за рубежом, автор монографий «Рапс — масличная и кормовая культура» (2005, в соавторстве с И. В. Артёмовым) и «Рапс яровой: основы селекции» (2008).
Соавтор трёх сортов озимой тритикале, 25 сортов ярового рапса, двух сортов яровой сурепицы, сорта озимой сурепицы, а также яровой горчицы.
Академик Международной академии наук экологии, безопасности человека и природы (2015) и член-корреспондент Российской экологической академии (1997).

## Награды
- Заслуженный работник сельского хозяйства РФ (2009)[4];
- Золотая медаль «За вклад в развитие агропромышленного комплекса России» (2012);
- Юбилейная медалью «Во славу Липецкой области» (2016)[5].